# Refinado de la masa

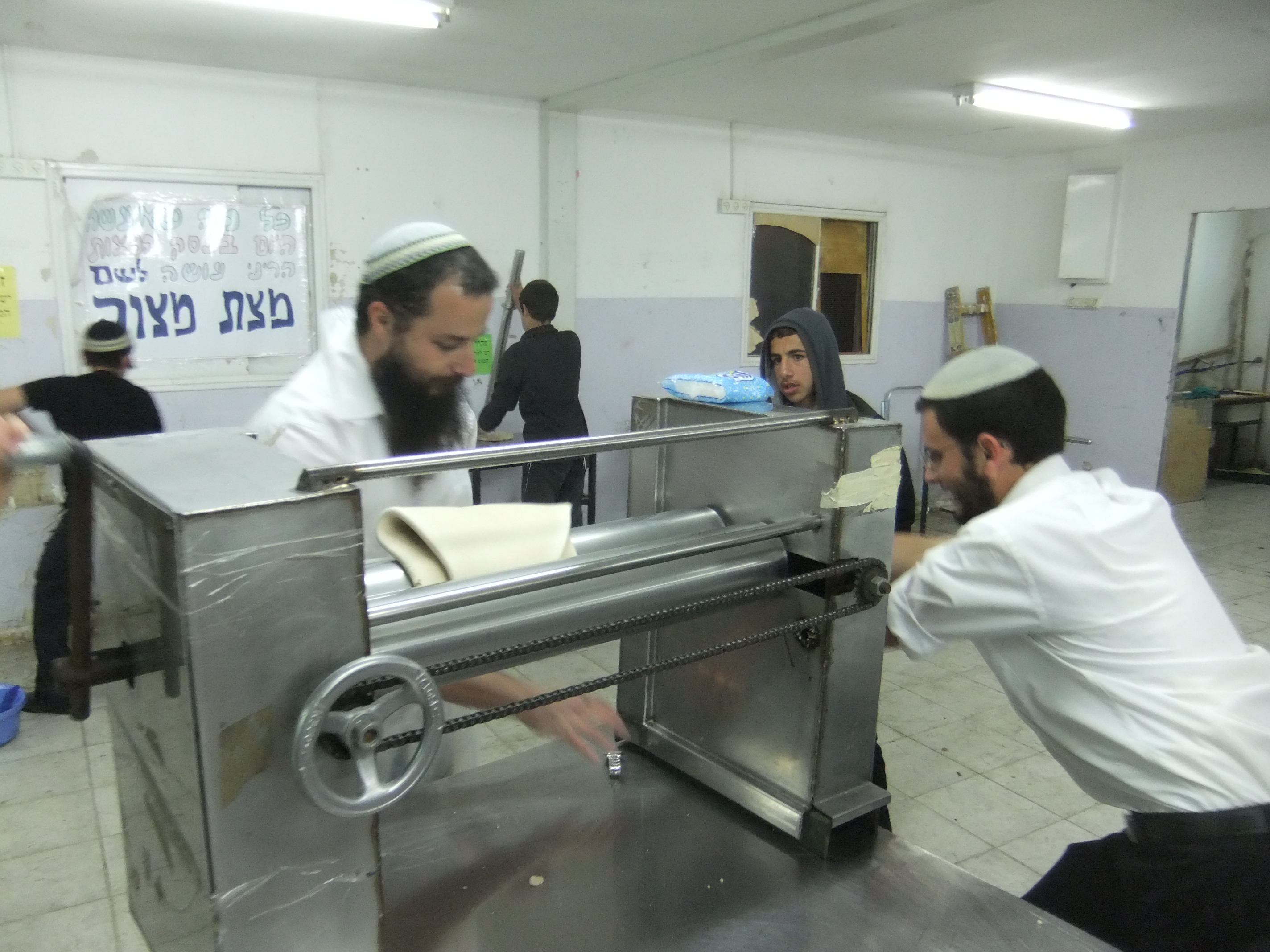
Máquina con cilindros para refinar la masa

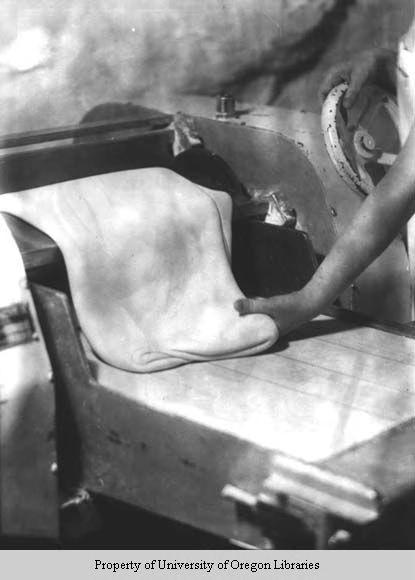
Refinado con cilindros, EEUU, principios del

El refinado, también conocido como refinamiento, briega o sobado es el proceso usado en panadería por el cual se comprime y se extiende una masa para que se forme en láminas de un espesor y uniformidad superiores a los de una masa amasada. Tradicionalmente esto se ha hecho con un rodillo o con una máquina con cilindros llamada breguil. En la actualidad, existen máquinas modernas con dos, tres o más cilindros, las cuales permiten industrializar el proceso. La técnica del refinado literalmente «hace más fina» la masa, obteniendo una masa más densa, dura, uniformidad como la porcelana y tacto sedoso. La compresión hace que la masa expulse el gas contenido.

## Proceso
La masa se comprime entre dos o más rodillos giratorios sin cesar por varios minutos. Si se hace de la manera correcta, resulta en una masa suave y consistente. 
Luego, la masa pasa por uno o varios rodillos de calibración (generalmente en cintas transportadoras) que reducen la masa al espesor requerido. Después de esto, la lámina de masa se moldea hasta obtener el producto de panadería deseado. Esta tecnología se utiliza principalmente en máquinas de producción industrial para panaderías (semi)industriales y la industria alimentaria en general. La mayoría de las laminadoras de masa pueden manejar una amplia variedad de masas dependiendo del fabricante de la máquina. La tecnología de laminado de masa se utiliza más comúnmente para la producción de productos de masa laminada (hojaldres, etcétera) para hacer cruasaes y varios tipos de pasteles. El refinado también es adecuado para elaborar pan (de tipo candeal), y panes planos como la pizza.

## Función
- Dar forma a la masa a partir de lotes de masa individuales hasta obtener una lámina de masa continua.
- No tiende a provocar tantas roturas en la red de gluten como el amasado.
- Laminar capas de masa juntas (no se necesitan fermentadores de bolsillo ni divisores ya que la lámina de masa es la base de cada producto).

## Beneficios
Una gran ventaja de utilizar la tecnología de laminado es la gran capacidad de masa que se puede manejar. Los fabricantes de laminadores de masa pueden procesar láminas de masa de alta calidad a altas capacidades. Otra ventaja es que el laminado permite manejar una gran variedad de tipos de masa que los sistemas tradicionales de producción de masa no pueden manejar, por ejemplo, masa ciabatta húmeda y pegajosa fuertemente hidratada.

## Historia

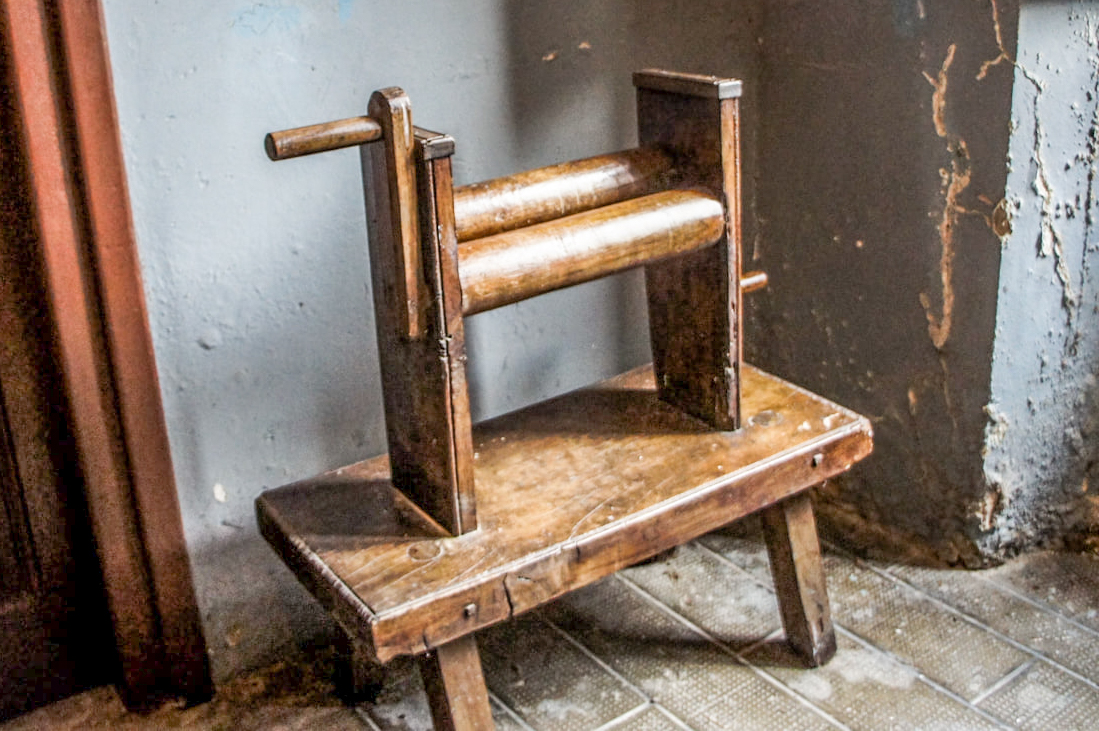
Breguil del de Asturias, España

El origen del proceso de refinado no se remonta específicamente al menos a 1977 en el caso de Rademaker BV, que puede considerarse uno de los primeros especialistas en tecnología de laminado de masa.
Los cruasanes y el hojaldre fueron los primeros productos hechos con tecnología de refinado. Hoy en día en la industria panadera se percibe una tendencia a producir pan, pan plano y pizza  con refinamiento.